# Bracon abbreviator
Bracon abbreviator es una especie de avispa parasitoide del género Bracon de la familia Braconidae del orden Hymenoptera.

## Historia
Fue descrita científicamente por primera vez en el año 1834 por Nees. Además de la forma de nominación, también existe la subespecie B. a. minimula.